# ماركوس زبيرج
ماركوس زبيرج مواليد 27 يونيو 1974 في سويسرا، هو دراج سويسري في صنف سباق الدراجات على الطريق. شارك في دورة الألعاب الأولمبية الصيفية.

## سجل النتائج

### سباقات أو مراحل فاز بها
- طواف سويسرا

## وصلات خارجية
- الموقع الرسمي

## روابط خارجية
- ماركوس زبيرج على موقع الاتحاد الدولي للدراجات (الإنجليزية)
- ماركوس زبيرج على موقع أرشيف الدراجات (الإنجليزية)
- ماركوس زبيرج على موقع إحصائيات الدراجات الإحترافية (الإنجليزية)
- ماركوس زبيرج على موقع نسبة الدراجات (الإنجليزية)
- ماركوس زبيرج على موقع أوليمبيديا (الإنجليزية)